# Резолюция 200 на Съвета за сигурност на ООН
Резолюция 200 на Съвета за сигурност на ООН е приета единодушно на 15 март 1965 г. по повод кандидатурата на Гамбия за членство в ООН. С Резолюция 200 Съветът за сигурност препоръчва на Общото събрание на ООН Гамбия да бъде приета за член на Организацията на обединените нации.